# St. Johannes Baptist (Gennach)

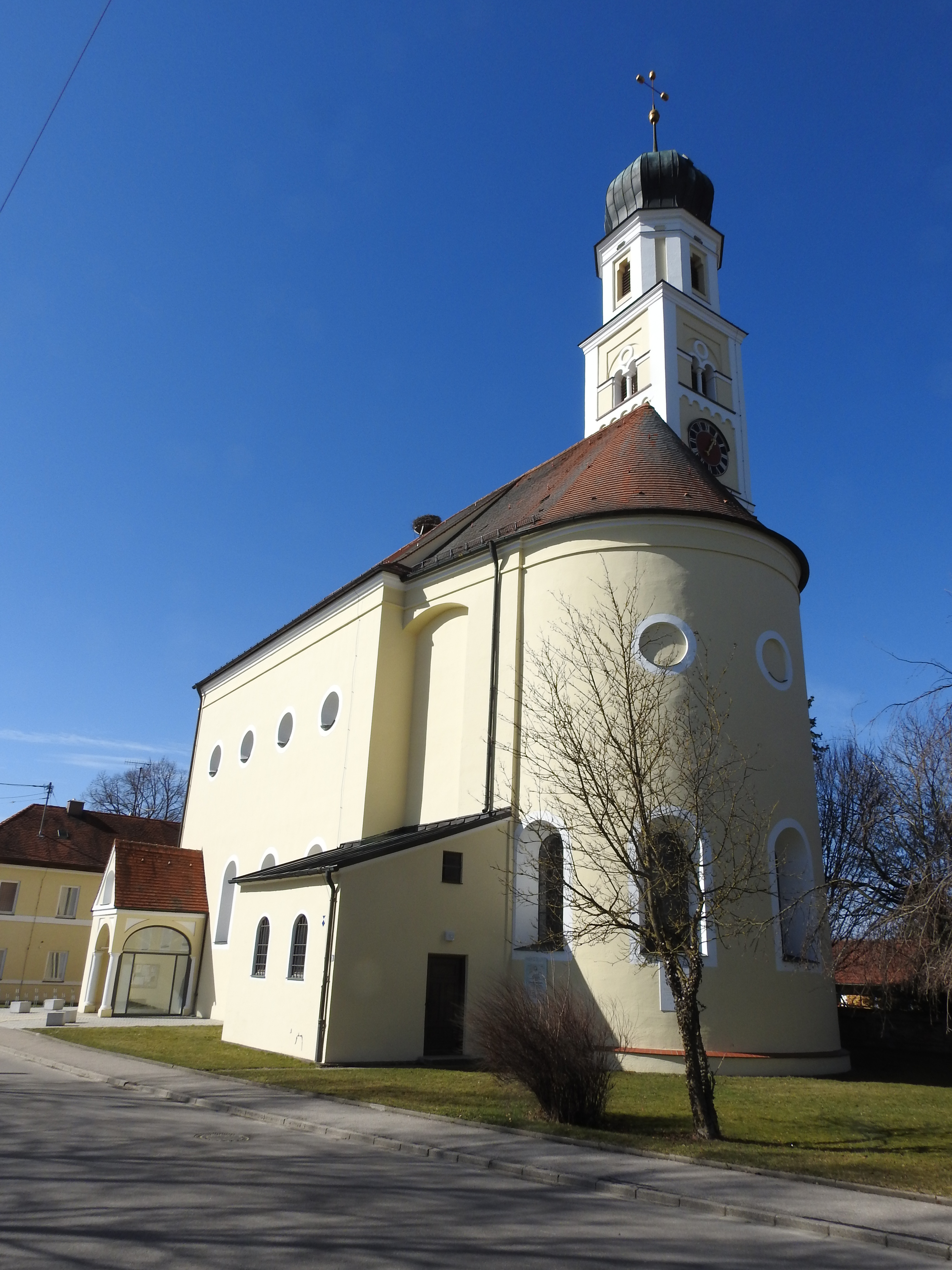
St. Johannes Baptist in Gennach

Die römisch-katholische Pfarrkirche St. Johannes Baptist steht in
Gennach, einem Gemeindeteil von Langerringen im schwäbischen Landkreis Augsburg in Bayern. Das denkmalgeschützte Bauwerk ist in der Liste der Baudenkmäler in Langerringen unter der Nr. D-7-72-170-25 eingetragen. Die Kirchengemeinde gehört zum Dekanat Schwabmünchen des Bistums Augsburg.

## Beschreibung
Die Saalkirche wurde 1608–1610 im Auftrag des Domkapitels Augsburg durch Jakob Achberger in der Architektur der Renaissance errichtet. Sie besteht aus einem Langhaus, einem eingezogenen, halbrund geschlossenen Chor im Osten und einem zur Hälfte in die Nordwand des Chors eingestellten Chorflankenturm auf quadratischem Grundriss, der mit einem achteckigen Geschoss aufgestockt und mit einer Zwiebelhaube bedeckt wurde. 
Der Innenraum des Langhauses ist mit einem Stichkappengewölbe überspannt, der des Chors mit einem Tonnengewölbe. Zur Kirchenausstattung gehört ein Hochaltar, dessen Altarretabel 1860 von Liberat Hundertpfund mit der Taufe Jesu bemalt wurde. Die Orgel wurde 1914 von Julius Schwarzbauer errichtet.